# سيطر على حياتك (كتاب)
سيطر على حياتك هو كتاب من تأليف الدكتور إبراهيم الفقي عدد صفحات الكتاب 115.

## نبذة مختصرة حول الكتاب
قام الدكتور إبراهيم الفقي بتقديم كتاب بعنوان «سيطر على حياتك»، شرح فيه الأسباب التي تمنع الناس من تحديد أهدافهم وقدّم بعض الطرق التي تساعد على تحديد الأهداف.

## إقتباسات من كتاب سيطر على حياتك
يمنح كتاب سيطر على حياتك العديد من النصائح التي تساعد على ترتيب أوراق الحياة اليومية، ويمتلئ بعبارات تعطي شحنة من الأمل، دفعة من التفاؤل، من الثقة بالنفس وبالحياة، ومن هذه العبارات ما يأتي:
- «راقب أفكارك يا صديقي فهي التي تصنع مستقبلك طارد الأفكار السلبية السيئة حاصر كل فكرة تحاول أن تحط من قدرك أو تسفه من فكرك أو تحجم من قدراتك.»
- «عش كل لحظة وكأنها آخر لحظة في حياتك، عش بحبك لله عز وجل، عش بالتطبع بأخلاق الرسول عليه الصلاة والسلام، عش بالأمل، عش بالكفاح، عش بالصبر، عش بالحب، وقدر قيمة الحياة.»
- «ما قيمة الهدف الذي لا تحركه رغبة قوية مشتعلة، إن الرغبة القوية هي الأكسجين الذي تتنفسه الأهداف كي تحيا على أرض الواقع.»

## انظر ايضآ
إبراهيم الفقي